# Andrzej Kijowski (krytyk)

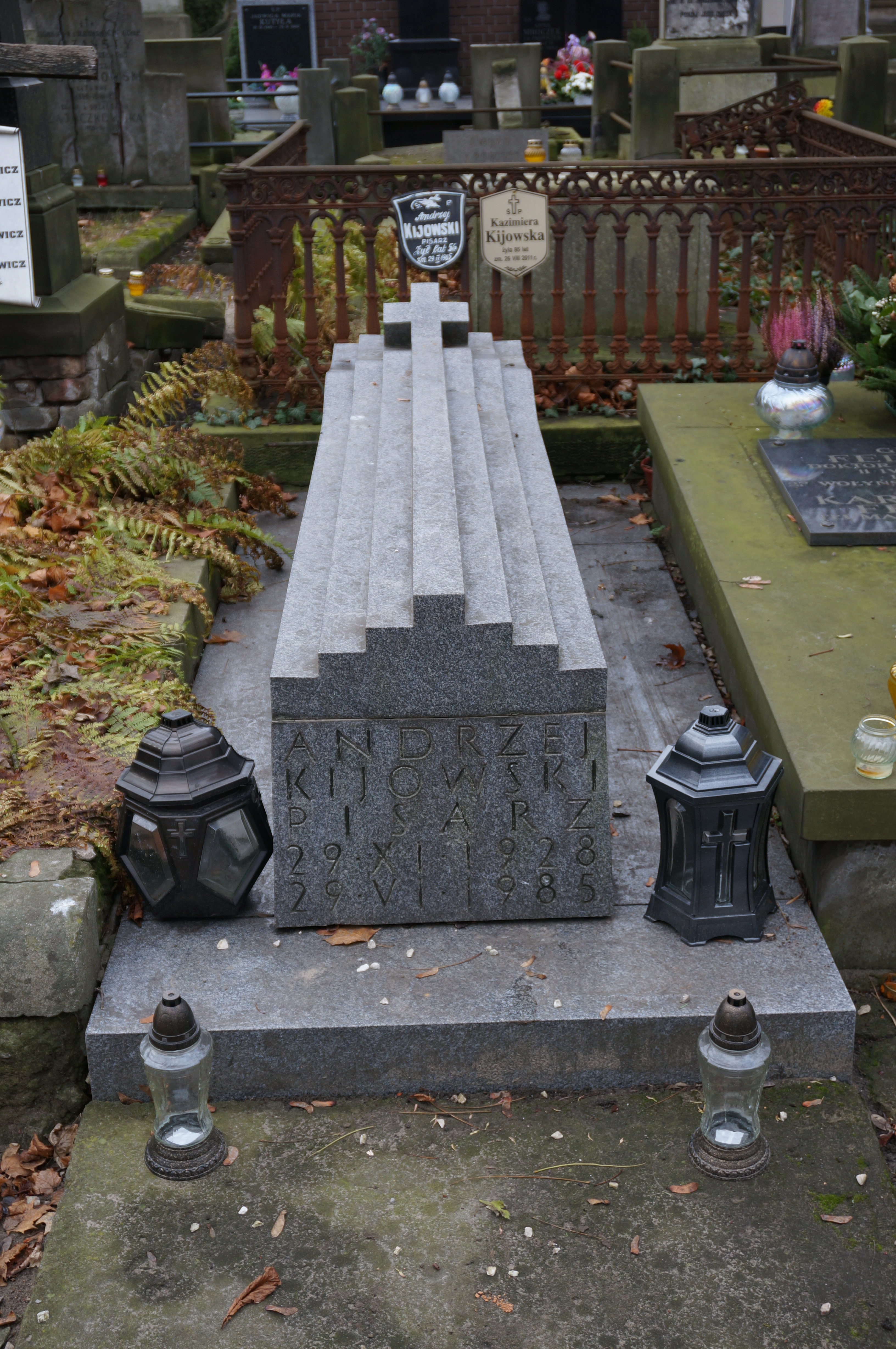
Nagrobek Andrzeja Kijowskiego na cmentarzu Powązkowskim. Projekt: prof. Jerzy Jarnuszkiewicz

Andrzej Kijowski (ur. 29 listopada 1928 w Krakowie, zm. 29 czerwca 1985 w Warszawie) – polski krytyk literacki, eseista, prozaik i scenarzysta. Mąż Kazimiery Kijowskiej i ojciec Andrzeja Tadeusza Kijowskiego. Absolwent II Liceum Ogólnokształcącego im. Króla Jana III Sobieskiego w Krakowie i Uniwersytetu Jagiellońskiego. Czołowy przedstawiciel tzw. krakowskiej szkoły krytyki literackiej.

## Życiorys
Felietonista m.in. „Przeglądu Kulturalnego” i „Tygodnika Powszechnego”. Wieloletni redaktor „Twórczości”, gdzie publikował słynne Kroniki Dedala.
W 1953 podpisał tzw. apel krakowski z poparciem stalinowskich władz PRL po aresztowaniu pod sfabrykowanymi zarzutami duchownych katolickich i skazaniu na karę śmierci: Edwarda Chachlicy, Michała Kowalika i księdza Józefa Lelity.
W latach 1967–1968 kierownik literacki Teatru Dramatycznego m.st. Warszawy. Usunięty po wydarzeniach marcowych. Autor rezolucji pisarzy polskich przeciwko cenzurze przyjętej 29 lutego 1968, po zdjęciu ze sceny Teatru Narodowego dejmkowskich Dziadów.
Nazwisko Kijowskiego  znajdowało się na specjalnej liście, na której umieszczono autorów pod szczególnym nadzorem peerelowskiej cenzury. Instrukcja dla cenzorów z 21 listopada 1976 zalecała: „Wszystkie własne publikacje autorów z poniższej listy zgłaszane przez prasę i wydawnictwa książkowe oraz wszystkie przypadki wymieniania ich nazwisk należy sygnalizować kierownictwu Urzędu, w porozumieniu z którym może jedynie nastąpić zwolnienie tych materiałów. Zapis nie dotyczy radia i TV, których kierownictwo we własnym zakresie zapewnia przestrzeganie tych zasad. Treść niniejszego zapisu przeznaczona jest wyłącznie do wiadomości cenzorów”.
Jeden z twórców Polskiego Porozumienia Niepodległościowego. Sygnatariusz Listu 15, Memoriału 101 i Apelu 64. Członek założyciel, wykładowca i członek rady programowej Towarzystwa Kursów Naukowych. Uczestnik Kongresu Kultury Polskiej w 1981 W sezonie 1981 dyrektor Teatru im. Juliusza Słowackiego w Krakowie. Złożył rezygnację w związku z wprowadzeniem stanu wojennego, w lutym 1982 r. po opuszczeniu Jaworza, gdzie był internowany.
Zmarł na czerniaka. Pochowany na cmentarzu Powązkowskim (kwatera 163-1-8).
W latach 1985–2012 przyznawana była Nagroda im. Andrzeja Kijowskiego w dziedzinie literatury.
6 marca 2008 Prezydent RP Lech Kaczyński przyznał Andrzejowi Kijowskiemu pośmiertnie Krzyż Komandorski Orderu Odrodzenia Polski.

## Twórczość

### Zbiory krytyczne
- Różowe i czarne (1957) felietony
- Miniatury Krytyczne (1961) felietony
- Sezon w Paryżu (1962) esej
- Arcydzieło nieznane (1964) felietony
- Maria Dąbrowska 1964, studium monograficzne o pisarce
- Listopadowy wieczór (1971), tom traktujący o dekadzie przedpowstaniowej – o czasach bezpośrednio poprzedzających wybuch powstania listopadowego.
- Szósta dekada (1972) felietony
- Niedrukowane (1977), II wyd.(1978) – teksty polityczne
- Podróż na najdalszy Zachód (1982) esej
- O dobrym Naczelniku i niezłomnym Rycerzu (1984) esej

### Zbiory krytyczne opublikowane po śmierci
- Ethos społeczny literatury polskiej (1985) teksty polityczne
- Tropy (1986) eseje religijne
- Gdybym był królem (1988) felietony
- Bolesne Prowokacje (1989) eseje polityczne
- Granice Literatury. T. I–II (1990) pisma wybrane pod redakcją T. Burka
- Rachunek naszych słabości (1994) eseje polityczne
- Dziennik t. I 1955–1969 (1998)
- Dziennik t. II 1970–1977 (1998)
- Dziennik t. III 1978–1985 (1999)
- Rytuały oglądania (2005) felietony teatralne
- Dzieje literatury pozbawionej sankcji, t. I-II, antologia: wstęp, wybór i opracowanie oraz posłowie A.T. Kijowski; omówienie Marta Kwaśnicka, Instytut Literatury, Kraków 2020:
  - vol. 1 ISBN 978-83-6635-932-1,
  - vol. 2 ISBN 978-83-6635-928-4.

### Opowiadania
- Diabeł, Anioł i Chłop (1955) opowiadania
- Pięć opowiadań (1957) opowiadania
- Oskarżony (1959) opowiadanie
- Pseudonimy (1964) opowiadania
- Dyrygent i inne opowiadania (1983) opowiadania

### Powieści
- Dziecko przez ptaka przyniesione (1968) powieść poetycka
- Grenadier-król (1972) powieść poetycka

### Scenariusze filmowe
- 1966 – Szyfry, scenariusz (reż. Wojciech Jerzy Has)
- 1972 – Wesele, scenariusz (reż. Andrzej Wajda)
- 1977 – Pasja, scenariusz (reż. Stanisław Różewicz)
- 1979 – Dyrygent, scenariusz (reż. Andrzej Wajda)
- 1981 – Z dalekiego kraju, scenariusz (reż. Krzysztof Zanussi)
- 1983 – Mgła, autor pierwowzoru Mgła (reż. Adam Kuczyński)
- 1988 – Dotknięci, autor pierwowzoru Oskarżony (reż. Wiesław Saniewski)

## Dedal (pseudonim)
Pseudonim literacki używany przez Andrzeja Kijowskiego w latach 1968–1984. Jego przyjęcie łączyło się z objęciem pisarza zapisem cenzury na publikowanie pod nazwiskiem w związku z jego zaangażowaniem w działalność opozycyjną.
Pseudonimem „Dedal” podpisywał przeglądy prasy i kroniki kulturalne publikowane na łamach miesięcznika „Twórczość”. Z czasem rubryka ta przekształciła się w osobny felieton Dedala, którym powszechnie rozpoznawany autor posługiwał się niezależnie od aktualnego nasilenia polityki tzw. „rozrzedzania” nazwisk dysydentów realizowanej przez GUKPPiW.
Powstałe w ten sposób teksty złożyły się na wydany w rok po śmierci krytyka – już pod nazwiskiem, ostatni autorski wybór felietonów Andrzeja Kijowskiego zatytułowany:
- Kroniki Dedala. Szkice i kroniki (1986); (ISBN 83-07-01366-6; ISBN 978-83-07-01366-4)

## Nagrody i ordery
- 1958 Nagroda Merkuriusza Polskiego
- 1959 Nagroda Życia Literackiego
- 1964 Nagroda Radia Wolna Europa
- 1965 Nagroda Fundacji im. Kościelskich
- 1968 Nagroda Fundacji Alfreda Jurzykowskiego
- 1972 Nagroda im. Anny Godlewskiej
- 1973 Nagroda za scenariusz filmu „Wesele”, Lubuskie Lato Filmowe, Łagów
- 2008 Krzyż Komandorski Orderu Odrodzenia Polski (pośmiertnie)

## Recepcja
- Marta Kwaśnicka, Literatura jako teologia naturalna? -  Wątki postsekularne w późnych tekstach Andrzeja Kijowskiego, Ethos 35(2022) nr 2(138) 80-101
- Danuta Ulicka , Andrzeja Kijowskiego autoportret integralny: "Nowe Książki"nr 2/2021
- Wojciech Stanisławski, Błyskawice Dedala: "Sieci" Wydanie nr 28/2020 (397), s.69
- Dorota Heck,  Obraz Boga w prozie Andrzeja Kijowskiego , "Nowy Napis Co Tydzień" nr 63, Kraków 2020
- Marian Bielecki,  Pisarz i krytyk, czyli Gombrowicz Kijowskiego. "AUTOBIOGRAFIA" nr 1 (12) 2019 s. 2139
- Dorota Heck. Eseista i krytyk o polskości. Przypadek Andrzeja Kijowskiego(1928-1985). Garść wypisów i komentarzy, "Prace Literackie LVIII",Wrocław 2018
- Dorota Heck, Mit dzieciństwa - mit początku. Grenadier-król i Dziecko przez ptaka przyniesione Andrzeja Kijowskiego (1928 - 1985) w świetle mitoanalizy, "Rocznik Komparatystyczny" 9 (2018)
- Wiesława Tomaszewska CR, Andrzej Kijowski wobec Karola Wojtyły-Jana Pawła II: tekstowy obraz doświadczenia osoby, Zeszyty Naukowe "Scripta Humana". Tom 10 (2018)
- Violetta Wejs-Milewska, Rzeczywistość alternatywna według Andrzeja Kijowskiego (Prelekcja autora w Centrum Dialogu oo. Pallotynów w Paryżu - luty 1984),  Cenzura  5 - (2016)
- Marta Kwaśnicka, Andrzej Kijowski -  projekt niedokończony,  Centrum myśli Jana Pawła II. Skarb Solidarnosci  (2015)
- Marcin Cielecki, Andrzej Kijowski 1928-1985 (Od redakcji, s.78-81) -  Rękopis na dnie szuflady,(s.82-97). "W drodze" nr 5/2015 (501)
- Wiesława Tomaszewska, Biografia literacka jako tekst otwarty (przykład kariery literackiej Andrzeja Kijowskiego), [w:] Kariera pisarza w PRL-u, red. Magdalena Budnik, Kamila Budrowska, Elżbieta Dąbrowicz, Katarzyna Kościewicz, t. IV: „Badania Filologiczne nad Cenzurą PRL”, Warszawa: Wydawnictwo Instytut Badań Literackich 2014
- Elżbieta Dutka, Ameryka jako doświadczenie, mit i metafora - o "Podróży na najdalszy Zachód" Andrzeja Kijowskiego,  /w:/ 1. Literatura polska obu Ameryk. Studia i szkice. Seria pierwsza red. Beata Nowacka, red. Bożena Szałasta-Rogowska, - (2014) 2. Elżbieta Dutka, Próby topograficzne. Miejsca i krajobrazy w literaturze polskiej XX i XXI wieku - (2014)
- Stanisław Lem,  Mój pogląd na literaturę, Andrzeja Kijowskiego poema narodowe (2014)
- Jacek Bocheński, Ironista, Zapamiętani, W.A.B., Warszawa 2013
- Julia Hartwig,  Dziennik, tom 1, Andrzej, 20 września 2010 - o Andrzeju Kijowskim"
- Anna Kapusta,  Granice "ja" - granice "tradycji"? O (bez) graniczności ekspresji mitu w "Dziecku przez ptaka przyniesionym" - mitopopei Andrzeja Kijowskiego,  /w:/ 1. MASKA - magazyn antropologiczno-społeczno-kulturowy, nr 6 - 2009, 2. Anna Kapusta,  Gry w kulturę - gry w mit.Mitografia jako lektura , "Jagiellońskie Studia Socjologiczne"- 2012
- Żaneta Nalewajk,  Pochwała podmiotu.Myśl krytycznoliteracka i antropologiczna w pismach Andrzeja Kijowskiego  (2008)
- Andrzej Tadeusz Kijowski, Grymas Seniora  pierwodruk Rzeczpospolita 8-9 XII 2007
- Jakub Beczek, Rytuały Oglądania, Kijowski Andrzej,  Tygodnik Powszechny (Magazyn Literacki "Książki"  26.I.2006
- Katarzyna Wiśniewska, Rytuały Oglądania, Kijowski Andrzej,  Gazeta Wyborcza  9.I.2006
- Katarzyna Wiśniewska, Tak pięknie, że strach bierze, Gazeta Wyborcza 9-10 VII 2005
- Katarzyna Wiśniewska, Smutek wywłaszczonego serca,  Tygodnik Powszechny 29.VIII.2004
- Wiesława Tomaszewska CR, W stronę człowieka i historii - szkic do portretu Andrzeja Kijowskiego,  Nowe Życie  2002
- Jacek Bolewski SJ, Ślady jednego życia - życie stracone - dla kogo ?,  Życie Duchowe  wiosna 2000 [22(8)2000)
- Dorota Heck, To nie przeszłość - to teraźniejszość bez imienia - nieprywatna mitologia (np.) u Kijowskiego, we Wrocławiu, kwiecień 1997
- "W Drodze" 1986 nr 3, Numer w znacznej mierze poświęcony pamięci Andrzeja Kijowskiego: teksty M.Babraja, J.A.Kłoczowskiego, M.Zięby, Jolanty Czapczyk oraz wybór Myśli Andrzeja Kijowskiego, Poznań, Wrocław, Gdańsk, ,marzec 1986